# María Gabriela Isler
 María Gabriela de Jesús Isler Morales (Venezuela, Valencia, 1988. március 21. –) venezuelai, de svájci állampolgársággal is bíró modell és szépségkirálynő, a 2013. évi, 62. Miss Universe verseny győztese.
Maracayban járt általános iskolába, marketing és menedzsmentből diplomázott. 2012 augusztusában mint Miss Guarico vett részt a Miss Venezuela versenyen, ahol a győzelem mellett a Miss Elegancia különdíjat is elnyerte. 2013. november 9-én Moszkvában, 85 versenyzőt megelőzve választották meg a Miss Universe verseny győztesévé. A verseny 62 éves történetében ő a hetedik venezuelai nő, aki elnyerte ezt a címet, ezzel Venezuela a második legsikeresebb ország az USA mögött, aminek 8 győzelme van.

## Fordítás
- Ez a szócikk részben vagy egészben  a   María Gabriela Isler című angol Wikipédia-szócikk ezen változatának fordításán alapul.  Az eredeti cikk szerkesztőit annak laptörténete sorolja fel. Ez a jelzés csupán a megfogalmazás eredetét és a szerzői jogokat jelzi, nem szolgál a cikkben szereplő információk forrásmegjelöléseként.